# Gertrud Bodenwieser

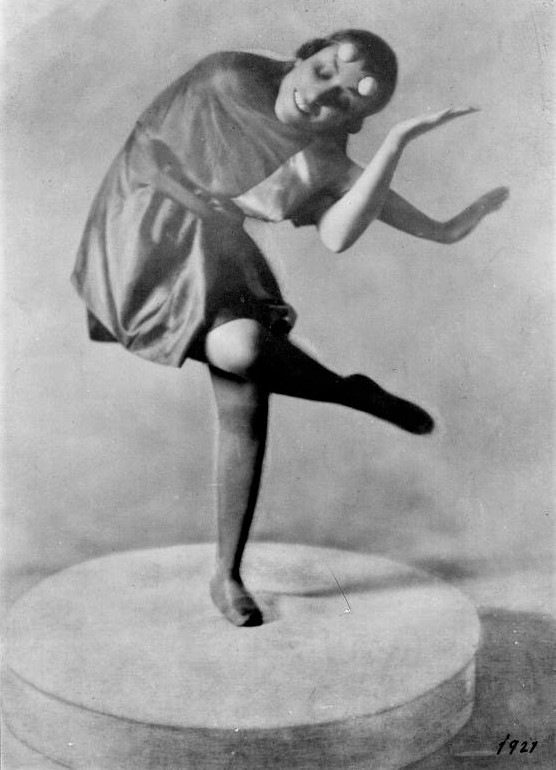
Gertrud Bodenwieser (1921). Fotografie von Franz Löwy

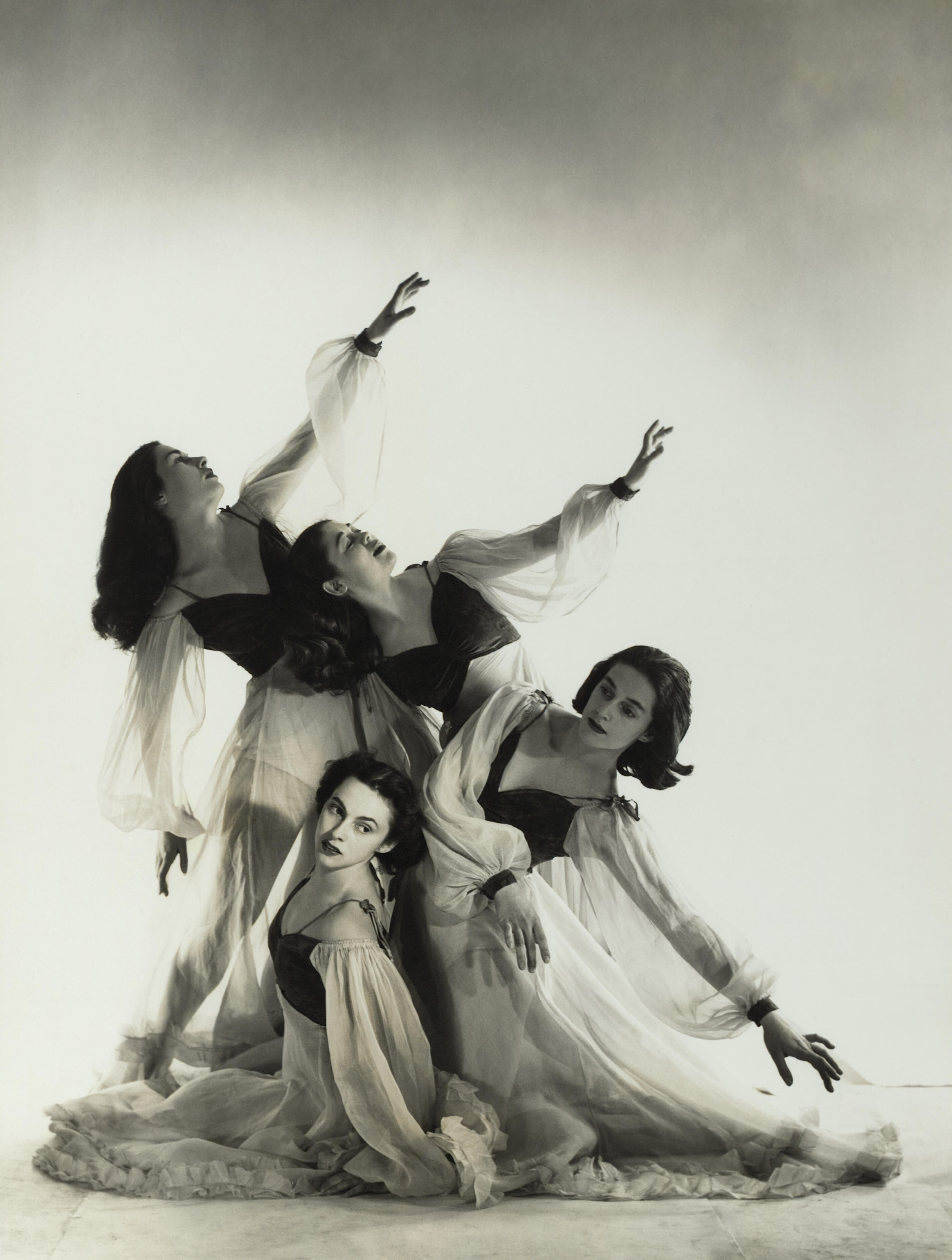
Bodenwiesers Schülerinnen tanzen Walzer, 1953

Gertrud Bodenwieser (geboren 3. Februar 1890 in Wien, Österreich-Ungarn; gestorben 10. November 1959 in Sydney) war Tänzerin, Choreografin, Tanzpädagogin und eine Vertreterin des Ausdruckstanzes.

## Leben
Die Tochter von Theodor und Maria Bondi, einem wohlhabenden jüdischen Ehepaar, wandte sich dem Tanz zu und wählte den Künstlernamen Gertrud Bodenwieser, unter dem sie in Wien aufsehenerregende Erfolge als Tänzerin feierte. Bodenwieser wurde von 1905 bis 1910 durch Carl Godlewski in klassischem Ballett unterrichtet. Aufbauend auf diesem entwickelte sie ab 1910 einen neuen Tanzstil. Sie wurde von den Werken von Isadora Duncan und Ruth St. Denis inspiriert. 1917 nahm sie den Nachnamen Bodenwieser an und hatte am 5. Mai 1919 im Wiener Konzerthaus ihren ersten Auftritt. Ihr Tanzstil stieß bei Publikum, Kritik und jungen Schülerinnen auf Begeisterung. Einer ihrer größten Erfolge wurde „Dämon Maschine“, eine Tanzperformance, in der sich eine Gruppe von Tänzerinnen in Maschinen verwandelte.
In Wien unterrichtete sie von 1920 bis 1928 auf Vertragsbasis und von 1928 bis 1938 als Professorin für Tanz an der Akademie für Musik und Darstellende Kunst. Im Keller des Konzerthauses führte sie ein eigenes Tanzstudio. Ihre Schülerinnen schickte sie als „Bodenwieser Tanzgruppe“ auf Tourneen durch ganz Europa. Ihr Tanz „Die Masken Luzifers“ zeigt Intrige, Terror und Hass als Personifikationen des politischen Totalitarismus und wurde als Verkörperung des unheilvollen Zeitgeist bekannt.
Mai 1938 floh Gertrud Bodenwieser aus Österreich und schloss sich einer Handvoll Schülerinnen in Kolumbien an, wo sie im Rahmen der 400-Jahr-Feiern von Bogotá ein Gastspiel gaben. Die Emigration führte Gertrud Bodenwieser weiter nach Australien. In Sydney unterrichtete sie schließlich Tanz. Ihr Unterricht brachte einige der wichtigsten Choreografen und Tänzer Australiens hervor, darunter Anita Ardell, Keith Bain, Margaret Chapple und Eileen Kramer.
Bodenwieser war ab 1920 mit dem Wiener Regisseur und Dramaturgen Friedrich Rosenthal verheiratet, der 1942 im KZ Auschwitz vom NS-Regime ermordet wurde.
Im Jahr 2016 wurde in Wien-Donaustadt (Seestadt Aspern) die Gertrud-Bodenwieser-Gasse nach ihr benannt.